# US Navy Mk II talker helmet

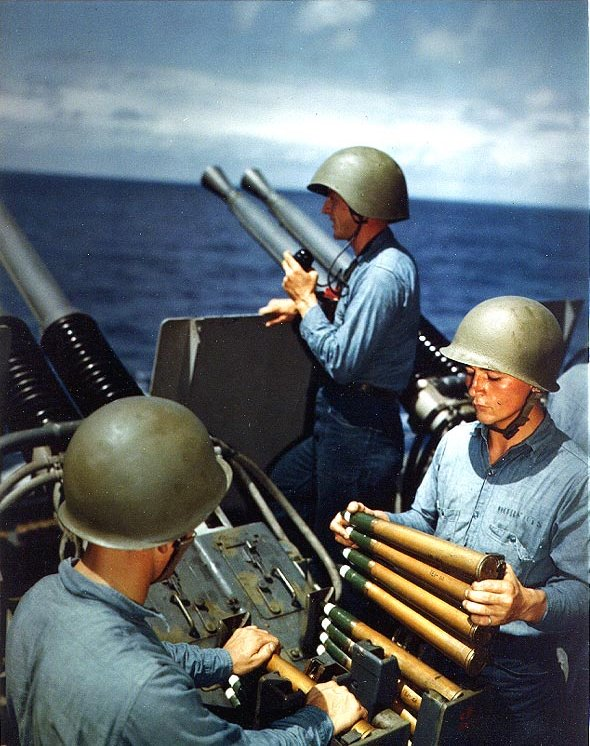
Amerykańscy marynarze w hełmach Mk II (pośrodku) i M1 (po lewej i prawej), na wielkim krążowniku USS Alaska (CB-1) podczas bitwy o Iwo Jimę w roku 1945

US Navy Mk II talker helmet – amerykański hełm używany przez marynarkę wojenną Stanów Zjednoczonych od lat 40. do lat 80. XX wieku.

## Historia
W 1942 roku United States Navy postanowiła zamówić specjalny hełm dla marynarzy pełniących służbę na pokładach, których zadaniem było przekazywanie rozkazów przez telefon. Nowy hełm miał chronić „odsłonięty personel pokładowy” i pomieścić zestaw słuchawkowy telefonu; ponadto musiał nadawać się do użytku podczas noszenia maski przeciwgazowej i lornetki.
Hełm Mk II wykonany ze stali Hadfielda miał stosunkowo niewielką wagę jak na swoje rozmiary wynoszącą 1800 gramów. Umożliwiał radiooperatorom korzystanie z niego bez zdejmowania słuchawek. Pasek podbródkowy wykonywano z końskiej skóry, a jego mocowanie odbywało się na dwa łukowate zapięcia przytwierdzane za pomocą dwóch nitów. Rozmiar regulowany był za pomocą dwóch aluminiowych klamer. Hełmy malowano na kolor oliwkowy i khaki, później na niebiesko i szaro-niebiesko. Podczas malowania do farby dodawano postrzępiony korek, aby uzyskać efekt antyrefleksyjny. W latach 1942–1945 wyprodukowano 400 tysięcy hełmów Mk II.